# HE0450-2958
Coordenadas:  04h 52m 30.0s, −29° 53′ 35.0″
HE0450-2958 es un cuásar inusual. Otra famosa forma de llamar a este cuásar es el "Cuásar sin una casa" o "el cuásar sin casa". Se le llama así porque tiene una galaxia lejos. Se dice que su distancia aproximada es de mil millones de pársecs de la Tierra

## Historia
Un grupo de investigadores de la Universidad de Lieja (Universite de Liege) en Bélgica, anunció su descubrimiento y algunos otros más el 14 de septiembre de 2005. El cuásar está cerca de una "starbust galaxy" (en la imagen se puede ver, arriba en la izquierda). Aun así, no se veía ninguna galaxia próxima a este cuásar, de ahí viene esa manera de llamarlo.
Magain predijo que necesitaría el cuásar 5 magnitudes (100000 veces) que cualquier otro, o tener una radiación de 300 años luz o posiblemente menos, ya que los cuásares normales tenían una radiación de 500000.
Tras la publicación de esa información, Magain, tres periódicos aparecieron, todos en la semana del 6 de noviembre de 2005, que explicó las características y propiedades del cuásar. Dos de esos periódicos-de las universidades de Harvard y la de Cambridge-sugirieron que el cuásar era un agujero negro supermasivo, o con interacción con tres de ellos. 
El tercer periódico, de un grupo de David Merrit, críticamente examinó esa afirmación y no era al final correcta.

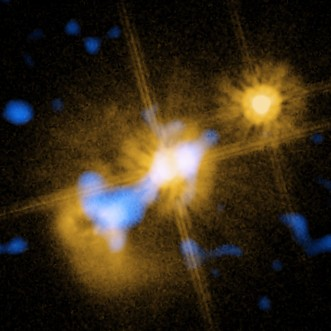
Imagen del "Cuásar sin una casa"